# Bronisława Kozłowska
Bronisława Kozłowska, z domu Królikowska (ur. 10 lipca 1862 w Szubinie, zm. 2 grudnia 1964 w Brodnicy), polska poetka ludowa.

## Życiorys
Urodziła się w rodzinie kupca Wincentego Królikowskiego i Agnieszki z Rzekaczów. Ukończyła szkołę wydziałową w Szubinie, od 1903 mieszkała na stałe w Brodnicy. Działała w polskich organizacjach społecznych i dobroczynnych w okresie zaboru pruskiego. Była żoną fotografa Anastazego Jastrzębiec-Kozłowskiego.
Pisała wiersze o tematyce religijnej, patriotycznej, regionalnej, łącznie około 100. Była też autorką wystawionego w 1910 przedstawienia Wesele na Ziemi Michałowskiej. Jej rękopiśmienny dorobek nie przetrwał w większości II wojny światowej.
Dożyła 102 lat, zmarła 2 grudnia 1964 w Brodnicy i pochowana została na tamtejszym cmentarzu.